# 405号州际公路 (加利福尼亚州)
405号州际公路（英語：Interstate 405, I-405）是南加州地区一条重要的南北向高速公路，是5号州际公路的一条辅助线，位于大洛杉矶地区西南方向，从5号州际公路尔湾附近分出，向北一直到达圣费尔南多。该公路和它南端汇入的5号州际公路（尔湾至圣迭戈市区部分）作为整体被命名为圣迭戈高速公路（San Diego Freeway）。该公路全线被纳入加州高速及快速公路系統，对大洛杉矶地区的城市及郊区的发展起到了重大作用。
405号州际公路全线客货车流量极大。该高速公路日平均车流量高达374,000辆，是美国最繁忙的高速公路（第二、第三名則是同样位於洛杉矶的60号加利福尼亚州州道和5号州际公路）。

## 历史
1955年，405号州际公路作为联邦资助的公路工程被批准。1957年，洛杉矶国际机场以北的公路率先开工，并与1961年竣工，当时被标为7号加利福尼亚州州道。公路在随后的1964年被重新标为405号州际公路。剩余的橙县路段于1969年完工通车。工程还让当时已有的穆赫兰公路改道，通过一座公路桥跨越405号州际公路。

## 路线

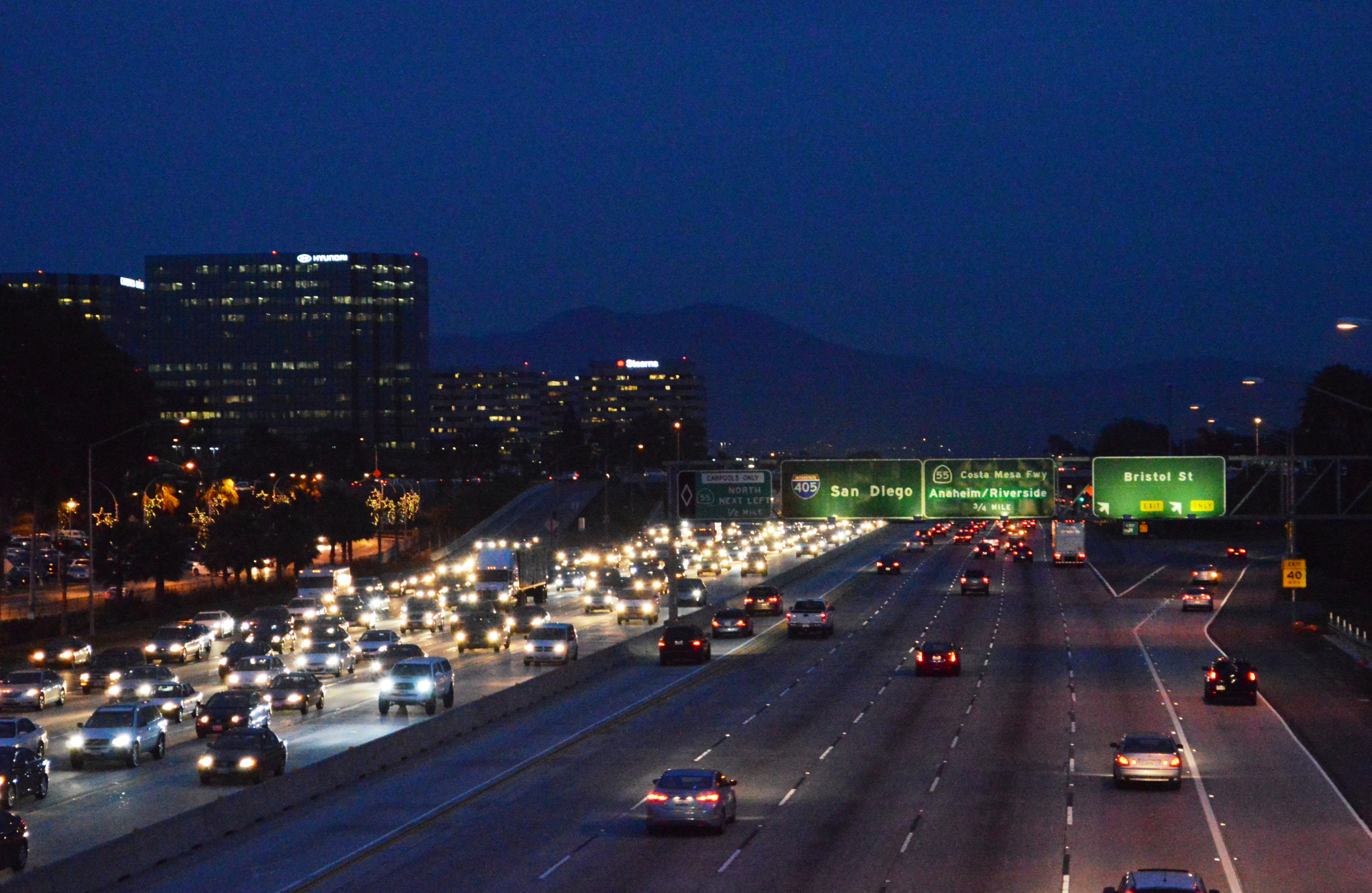
405号州际公路科斯塔梅萨路段夜景

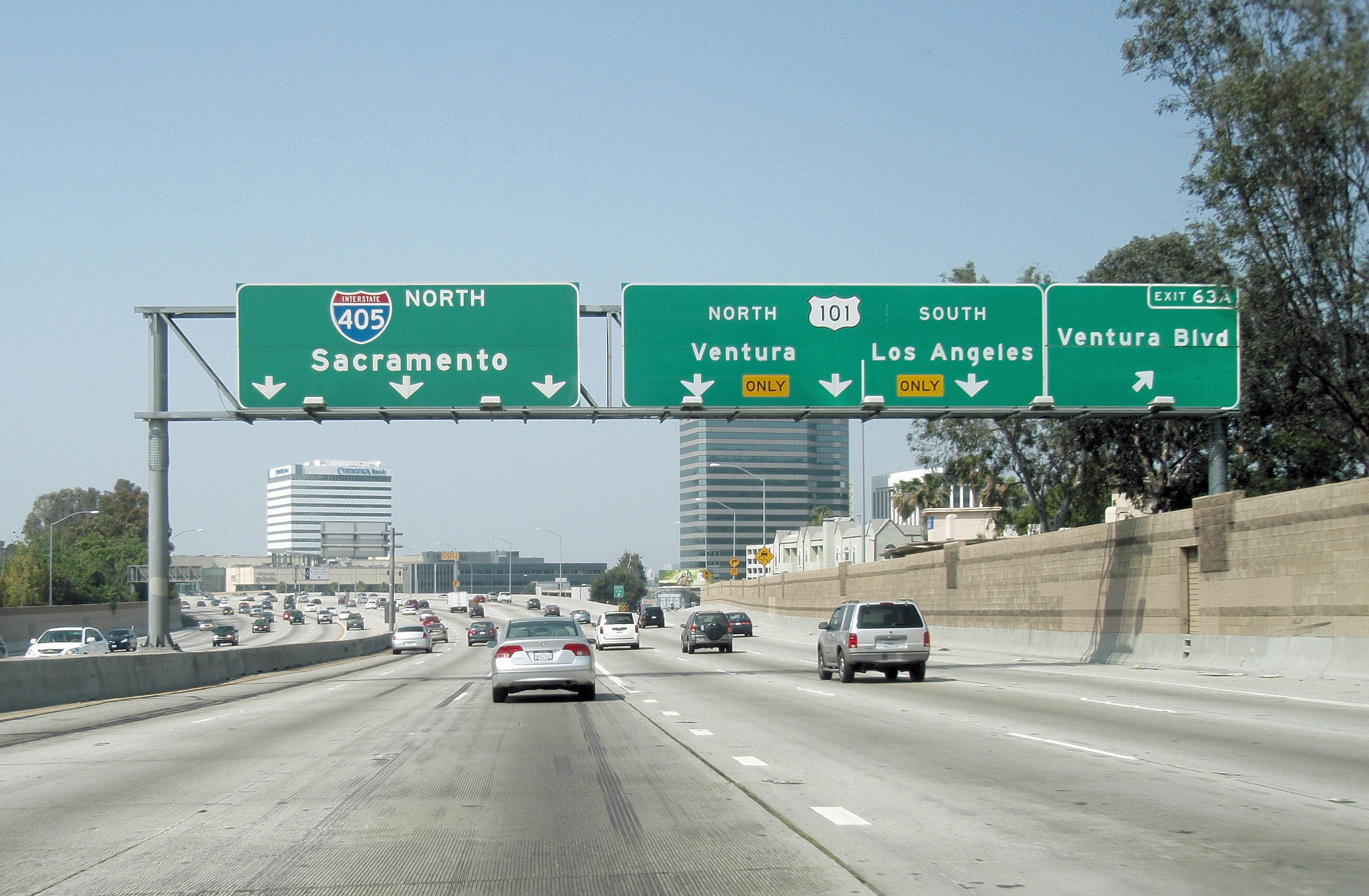
405号州际公路靠近101号美国国道的路段

405州际公路南端起点位于它与5号州际公路在尔湾的交流道。405号州际公路随后进入穿过橙县到达洛杉矶县的长滩。之后的路段大致与太平洋海岸并行，并翻越圣莫尼卡山。公路再穿过圣费尔南多谷，最后在洛杉矶的米逊山（Mission Hill）再度汇入5号州际公路。
405号州际公路的交通堵塞由来已久，甚至有笑话称“该州际公路被命名为405（four o five）是因为无论前往哪里，车流行进速度都是每小时4、5（4 or 5）英里”。不过这样的情况确实经常发生，特别是一些极度堵塞的路段，如405号州际公路与101号美国国道（文图拉高速公路）的交流道附近，以及它与10号州际公路（圣莫尼卡高速公路）的交流道附近。这两座交流道在整个美国经常能够排入最繁忙的交流道前五的名次。鉴于嚴重的堵车状况，有时使用405号辅助线穿越大洛杉矶地区，可能反而比使用5号州际公路主线穿越大洛杉矶地区耗费更短的时间。
405号州际公路沿线经过许多重要的地点。大洛杉矶地区的许多机场、港口就在公路沿线附近，例如橙县的约翰·韦恩机场，长滩的长滩机场，加州最繁忙的洛杉矶国际机场，长滩港、洛杉矶港和伯班克机场。附近也有许多文化教育场所，例如加州大学洛杉矶分校、加州大學爾灣分校、加州州立大学长滩分校、加州州立大学北岭分校、加州州立大学多明戈山分校、佩珀代因大学等。此外，盖蒂中心等艺术场所也在公路沿线附近。

## 近期工程
2014年5月完工的一项投资达10亿美元的项目为该高速公路在圣费尔南多和橙县之间36英里的路段添加了高乘載車道及附属的出入口。